# سنا إفريقية

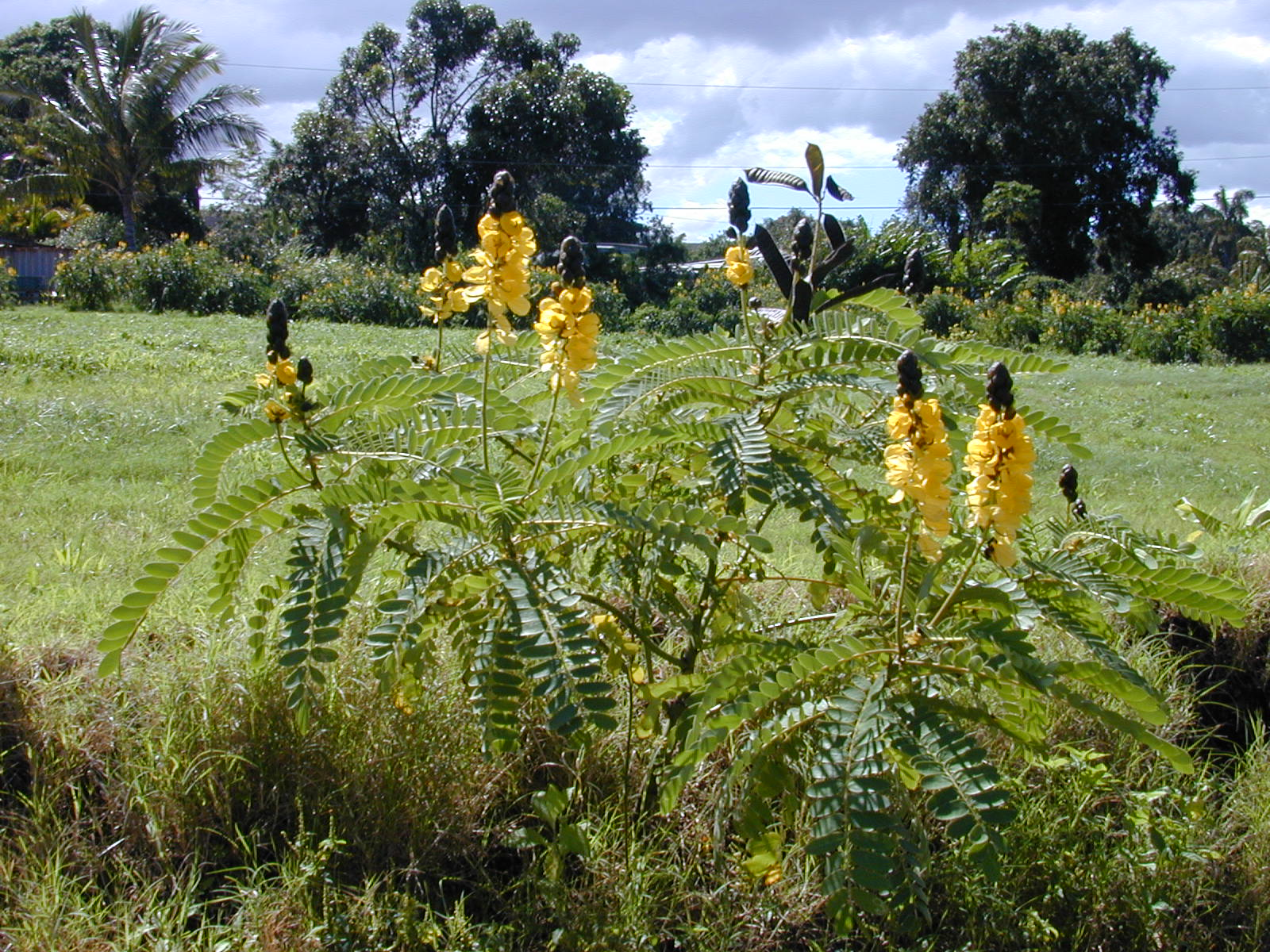

سنا إفريقية أو  شمعدان بني أو قرفة الزبد أو شجرة الفشار (الاسم العلمي: Senna  didymobotrya) ويعني سنا مقرونة الشمراخ، هو نبات ينتمي إلى بقولية (فصيلة: Fabaceae). شجرة عطرية تتميز بزهورها الصفراء الذهبية ذات الرائحة الشبيهة برائحة زبدة الفول السوداني. تسمى أيضاً شجرة الفشار لأنه تنبعث منها رائحة تشبه رائحة الفشار الطازج المطبوخ بالزبد، وذلك عند فرك أوراق الشجرة بين الأصابع حيث تنبعث تلك الرائحة المميزة.